# Minnehaha (Washington)
Minnehaha (korábban Black Forest) az Amerikai Egyesült Államok északnyugati részén, Washington állam Clark megyéjében elhelyezkedő statisztikai település. A 2010. évi népszámlálási adatok alapján 9771 lakosa van.
A település neve a The Columbian egyik vezércikkéből ered, amelyben a szerző a Burnt Bridge-patakot Longfellow The Song of Hiawatha költeményéből idézve „Minnehaha, a nevető víz” néven említette. A dakota nyelvű kifejezés jelentése „vízesés”.

## Népesség
A település népességének változása:
| Lakosok száma | 9661 | 7689 | 9771 | 11 871 |
|               | 1990 | 2000 | 2010 | 2020   |

## Fordítás
- Ez a szócikk részben vagy egészben  a   Minnehaha, Washington című angol Wikipédia-szócikk ezen változatának fordításán alapul.  Az eredeti cikk szerkesztőit annak laptörténete sorolja fel. Ez a jelzés csupán a megfogalmazás eredetét és a szerzői jogokat jelzi, nem szolgál a cikkben szereplő információk forrásmegjelöléseként.